# Espectáculo de medio tiempo del Super Bowl XLVI
El espectáculo de medio tiempo del Super Bowl XLVI tuvo lugar el 5 de febrero de 2012 en el Lucas Oil Stadium de Indianápolis, con Madonna como protagonista. Fue la primera mujer en liderarlo en solitario desde Diana Ross en 1996. Participaron LMFAO, Nicki Minaj, M.I.A. y CeeLo Green, junto con Cirque du Soleil, el coreógrafo Jamie King y Moment Factory. La actuación recibió elogios de la crítica y alcanzó un récord de audiencia con 114 millones de espectadores, superando al partido. Los ensayos comenzaron en enero, y Madonna afirmó que fueron los más exigentes de su carrera. Riccardo Tisci, Givenchy, Miu Miu y Prada diseñaron el vestuario. El escenario, montado en siete minutos, utilizó proyección mapping de Moment Factory con tecnología de Barco. La iluminación incluyó equipos Sharpys de Clay Paky, y el sonido, dispositivos de Sennheiser.
Aunque Madonna no recibió un pago por su presentación, esta impulsó sus ventas. Su catálogo registró un aumento del 410 %, y las preventas de su álbum MDNA alcanzaron las 50 000 copias en tres días. «Give Me All Your Luvin’» sumó 115 000 descargas digitales en una semana y llegó al número 10 del Billboard Hot 100, ampliando su récord como la artista con más sencillos en el top 10. La crítica destacó la calidad del espectáculo. Jon Pareles, de The New York Times, afirmó que la artista proyectó una imagen de reina en su regreso. Miriam Coleman, de Rolling Stone, lo describió como un «espectáculo impresionante», mientras que Neil McCormick, de The Daily Telegraph, lo consideró un homenaje a su carrera y un impulso para su retorno musical.
La presentación también tuvo controversia. M.I.A. mostró el dedo medio durante su parte en «Give Me All Your Luvin’», lo que llevó a una disculpa de la National Football League (NFL) y a una multa de 16,6 millones de dólares, resuelta con un acuerdo confidencial en 2014.

## Sinopsis
El espectáculo de medio tiempo comenzó con una procesión hacia el escenario, donde hombres vestidos como gladiadores arrastraron una estructura adornada con grandes banderas doradas. Al iniciar «Vogue», las banderas se retiraron y dejaron al descubierto a la artista, vestida con una capa dorada larga y un casco estilo egipcio, sentada en un trono. Al llegar al escenario, la intérprete comenzó la canción. Durante el coro, el suelo del estadio mostró portadas animadas de la revista Vogue con imágenes de la cantante. Al finalizar la pieza, se quitó el casco. La transición a «Music» incorporó efectos visuales: dos radiocasetes gigantes aparecieron en las pantallas del suelo y las barandillas del estadio se iluminaron con luces móviles. La intérprete y sus bailarines avanzaron hacia las gradas, mientras el acróbata Andy Lewis realizó una rutina de slackline. Desde un pedestal alto, la cantante simuló dispararle antes de moverse al extremo opuesto del escenario, donde LMFAO presentó «Party Rock Anthem» como introducción a «Music». Ambos interpretaron «Sexy and I Know It».
El número concluyó con un grupo de bailarinas en uniformes de porristas que se unieron a la artista para interpretar «Give Me All Your Luvin'». Nicki Minaj y M.I.A. se integraron al espectáculo con trajes de inspiración egipcia y pompones, mientras recitaban sus versos desde plataformas elevadas. CeeLo Green apareció más tarde con una banda de marcha para interpretar, junto con la cantante, fragmentos de «Open Your Heart» y «Express Yourself». El acto final, «Like a Prayer», transformó el estadio con la oscuridad y pequeñas luces que brillaron entre el público. Un gran coro vestido de negro acompañó a la artista en el escenario. La intérprete alcanzó la cima de las gradas, donde entonó la última línea antes de desaparecer envuelta en humo. El espectáculo concluyó con la frase «Paz mundial» proyectada en las pantallas junto a una imagen de los continentes.

## Antecedentes

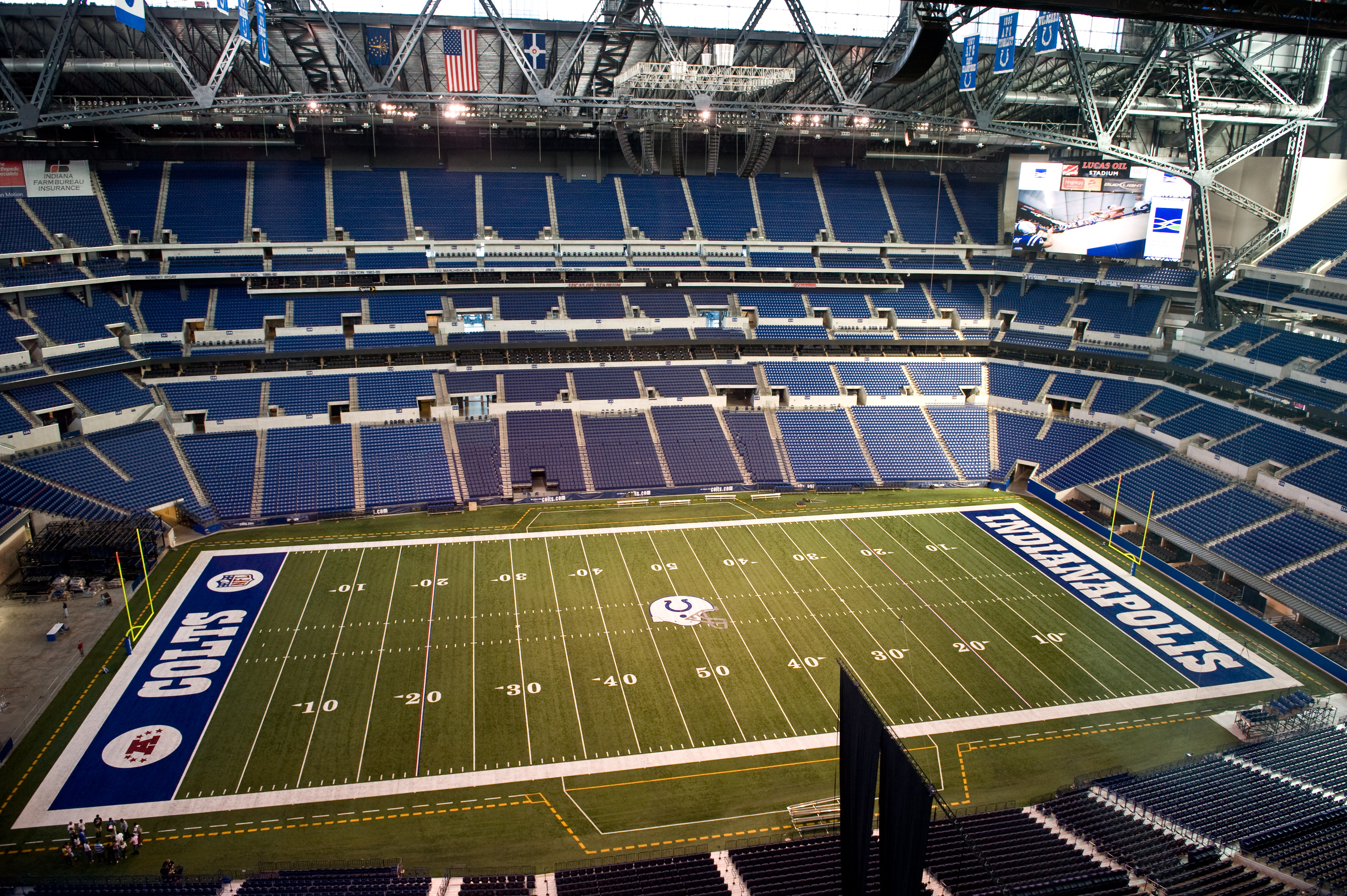
Lucas Oil Stadium, sede de la Super Bowl XLVI.

Según CBS News, la National Football League (NFL) invitó a Madonna a actuar en los espectáculos de medio tiempo del Super Bowl en 1999 y 2001, pero canceló ambas presentaciones. En enero de 2001, había acordado interpretar su sencillo «American Pie» durante el medio tiempo del Super Bowl XXXV. Sin embargo, abandonó el proyecto debido a conflictos con su agenda de grabación. En un comunicado, la artista expresó sus «sinceras disculpas» a la liga y manifestó: «Espero tener la posibilidad de colaborar con la NFL en el futuro».
A finales de 2011, Madonna gestionó el lanzamiento de su película W.E. y la grabación de su duodécimo álbum de estudio, MDNA. Según informes, la NFL contrató a la cantante para el espectáculo de medio tiempo del Super Bowl y, en diciembre, confirmó su actuación en el Super Bowl XLVI en el Lucas Oil Stadium de Indianápolis. El evento, programado para el 5 de febrero de 2012, mantuvo la tradición de presentar artistas de renombre mundial. Entre quienes participaron en ediciones anteriores destacan Black Eyed Peas, Bruce Springsteen, The Rolling Stones, The Who, Tom Petty and the Heartbreakers, U2, Paul McCartney y Prince. La actuación coincidió con el estreno en Estados Unidos de W.E.
Madonna colaboró con Cirque du Soleil para la producción del espectáculo, mientras que Jamie King, su coreógrafo de confianza, asumió la dirección musical. King sugirió incluir a Moment Factory, un estudio de producción especializado en efectos multimedia que trabajó en las residencias de Céline Dion en Las Vegas. Jacques Methe, productor ejecutivo de eventos especiales para Cirque du Soleil, declaró: «Contribuimos al proceso creativo que dará lugar a este momento tan especial. Para nosotros, resulta una oportunidad interesante. No solemos colaborar con otras estrellas». Cirque du Soleil supervisó tanto la parte creativa como los desafíos logísticos del espectáculo. En 2007, el circo ya había producido un espectáculo previo al juego de nueve minutos en el Super Bowl.
Eric Fournier, productor ejecutivo de Moment Factory, explicó: «Nuestro trabajo busca magnificar y crear un entorno para los artistas». También señaló que el estudio integró iluminación y proyecciones de video para generar efectos especiales en el espectáculo.

## Desarrollo

### Ensayos
Los ensayos comenzaron en enero de 2012 en un estudio de Nueva York y duraron doce horas. Las raperas Nicki Minaj y M.I.A., quienes colaboraron en el sencillo de Madonna «Give Me All Your Luvin'», describieron los ensayos como «lo más agotador que habían hecho y no esperaban menos», considerándolos «una experiencia de aprendizaje épica». Minaj confirmó su participación en el espectáculo mediante un mensaje en Twitter, y el rapero will.i.am anunció que el grupo estadounidense de música electrónica LMFAO también se uniría a Madonna para el evento.
La National Football League (NFL) insinuó la lista de canciones del espectáculo en su revista: «Aunque la lista de temas de Madonna no se había anunciado oficialmente, los fanáticos podrían esperar que ella entregue todo su amor, brinde un rayo de luz y esté a la moda con su música».
Antes del espectáculo, la artista expresó su preocupación por las limitaciones físicas y de tiempo del evento. «Tengo ocho minutos para montar mi escenario, doce minutos para ofrecer el mejor espectáculo del mundo y siete minutos para desmontarlo, de modo que el campo de fútbol quede limpio para la segunda mitad del juego», explicó. «¿Cómo se hace eso? Este es el sueño de una chica del Medio Oeste: actuar en el espectáculo de medio tiempo del Super Bowl. En más de veinticinco años de carrera, nunca trabajé tanto, fui tan meticulosa ni estuve tan nerviosa ni obsesionada con los detalles».
La cantante descartó su plan de hacer que cien percusionistas descendieran desde el techo del estadio, ya que la estructura no soportaba el peso.

### Moda

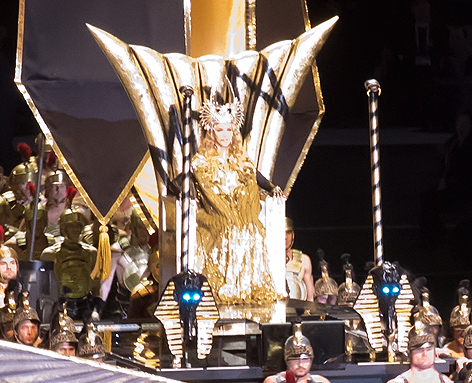
Madonna en un trono durante la entrada, con una sobrefalda plisada diseñada por Riccardo Tisci para Givenchy.

Madonna aseguró que no habría incidentes con su vestuario durante el espectáculo, aludiendo a la controversia ocurrida en la actuación de Janet Jackson en el medio tiempo del Super Bowl XXXVIII. El tema de moda fue el Imperio Romano, con influencias de gladiadores y elementos romanos modernos. La diseñadora de vestuario B. Akerlund creó los trajes y colaboró con otros diseñadores, incluyendo alta costura de Givenchy, botas de Miu Miu y pendientes de Bulgari. La artista supervisó detalles como el vestuario de los gladiadores. Akerlund describió la experiencia como el mayor desafío de su carrera y expresó su honor por participar en un evento tan histórico. Destacó la dedicación y atención al detalle de Madonna, considerándola una experiencia inspiradora y transformadora.
El primer vestido de Madonna fue negro, con una sobrefalda dorada plisada diseñada por Riccardo Tisci para Givenchy. Llevó joyas llamativas, el cabello rubio largo y ondulado, y pendientes de diamantes de Bulgari. También usó una capa dorada con lentejuelas, forro de gasa con estampado de leopardo y un tocado de Philip Treacy. Para «Give Me All Your Luvin'», Madonna, Minaj y M.I.A. vistieron trajes de animadora en rojo y negro con pompones dorados. La intérprete usó un vestido negro de manga larga sobre el vestido corto negro para su última actuación.
Riccardo Tisci diseñó toda la vestimenta de la intérprete, incluidos guantes, cinturones, sombreros y ropa interior. Presentó 28 opciones y la cantante eligió la capa dorada. Aunque Tisci y su equipo hicieron una versión más corta de la capa, luego la ajustaron a sus preferencias. El espectáculo incluyó 100 percusionistas, 150 gladiadores con ropa interior negra de Calvin Klein y 200 cantantes de coro.

### Montaje del escenario
Los 1500 integrantes del equipo técnico dispusieron de siete minutos para montar el escenario, con la empresa californiana Torrence All Access Staging and Productions a cargo del equipamiento. Erik Eastland, de la compañía, supervisó el montaje tras trabajar en los premios Grammy y Daytime Emmy. Cerca del 70 % de los trabajadores eran voluntarios que pasaron seis meses de selección; el resto pertenecía al personal de proveedores de escenarios. La estructura principal medía 120 pies (36,6 m) de largo y se ensambló en segmentos transportados en seis camiones. El equipo también instaló iluminación, vídeo, efectos especiales y sonido.

«El desafío surge del trabajo al aire libre. Podría hacer cincuenta grados durante los ensayos y cincuenta bajo cero el día del juego. Asumimos que podríamos hacerlo bajo nieve o lluvia... En un entorno cerrado normal tenemos siete minutos para instalar el escenario y dejarlo listo para las cámaras. Eso puede extenderse a nueve minutos. El mismo plazo se aplica aquí».

El coordinador de montaje Douglas Cook explicó que los ensayos redujeron el tiempo de instalación a menos de cinco minutos. Con experiencia en anteriores espectáculos de medio tiempo, comprendió los detalles y dirigió al equipo. Dibujos de las actuaciones mostraban lo esperado en cada montaje, y los voluntarios ensamblaron el escenario en segmentos que trasladaron al campo con carritos. La entrada de la intérprete requirió varios ensayos para asegurar la coordinación. Cook supo durante el juego que los New England Patriots debían salir por la misma ruta usada por los voluntarios que transportaban el equipo del escenario y resolvió el problema al dialogar con el equipo.
El diseñador de escenarios Bruce Rodgers, quien trabajó con la artista en la gira Drowned World Tour en 2001, conocía bien la ética de trabajo de Madonna. Rodgers, el director Hamish Hamilton y el productor ejecutivo Ricky Kirshner se reunieron varias veces con el equipo de la cantante, representado por el coreógrafo Jamie King, quien presentó el concepto inicial del espectáculo. Rodgers diseñó un gran escenario en forma de cruz con una plataforma central accesible mediante cinco elevadores ocultos, gradas con un sistema de escape en la parte trasera, cuatro posiciones para la banda, un área para slacklining en un extremo y rampas en ambos extremos de la cruz. Al frente del escenario se desplegó una tela blanca de 149 × 90 pies (45 × 27 m), que funcionó como pantalla principal para las proyecciones de Moment Factory. Los elementos escénicos incluyeron un trono con hojas doradas diseñado por Jimmie Martin, colocado sobre una barcaza que 150 gladiadores llevaron al escenario. Rodgers enfrentó los mayores desafíos al colocar la barcaza y coordinar la procesión.

### Multimedia y vídeo

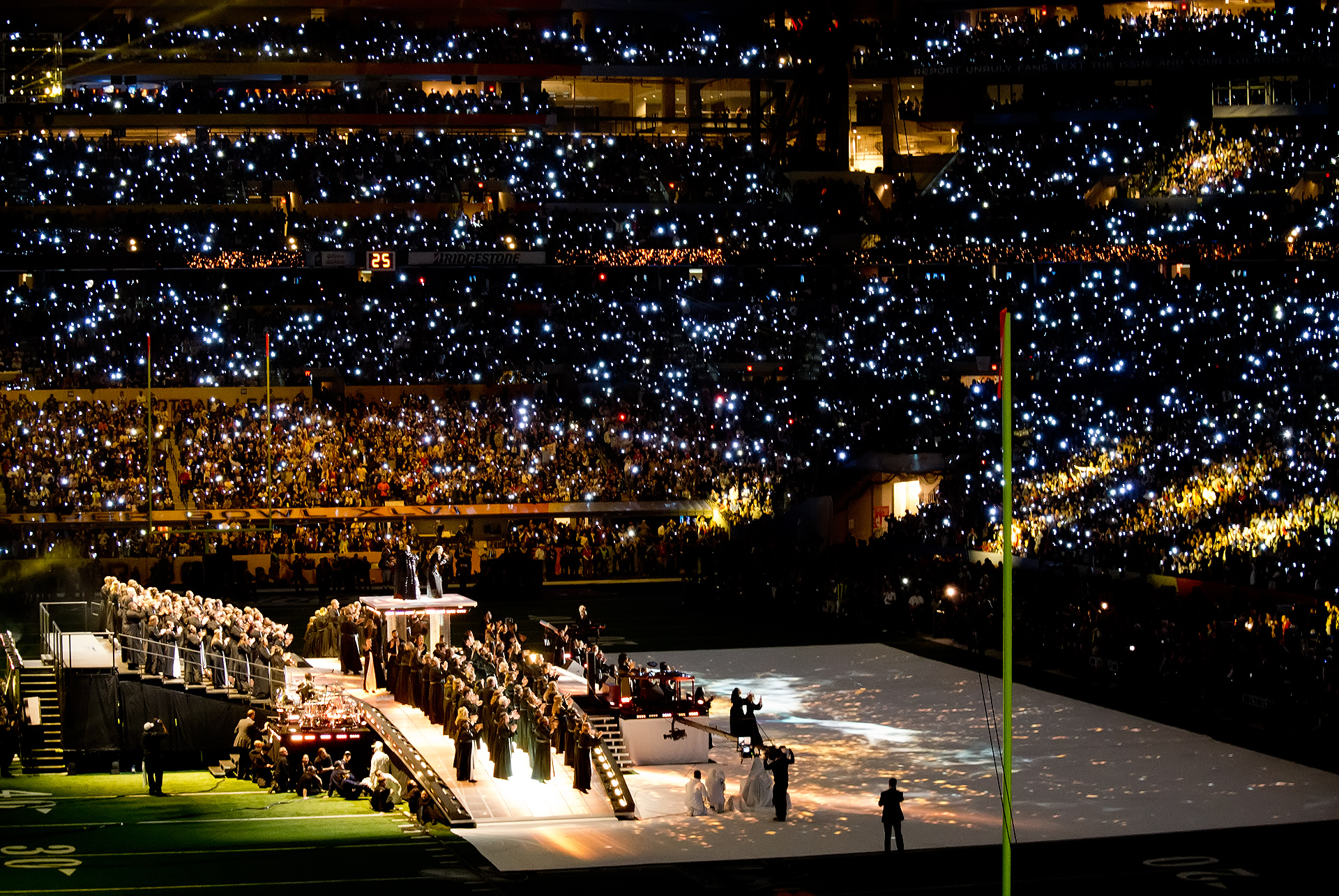
Durante «Like a Prayer», se utilizó el mapping de proyección para lograr un efecto que hacía que el escenario pareciera «aspirar la hierba y la tiza del campo de fútbol».

El escenario utilizó proyección multimedia y tecnología desarrollada por Moment Factory y Cirque du Soleil. Tras la entrada de la intérprete, el suelo y la plataforma mostraron portadas animadas de la revista Vogue con imágenes de la cantante. El efecto resultó de la proyección mapping, técnica que transforma superficies irregulares en lienzos para proyectar vídeos. Aunque esta tecnología se había usado para presentar el Nokia Lumia y proyectar imágenes de jugadores de la NBA en el río Hudson en 2011, nunca se aplicó a una escala tan grande.
Eric Fournier, socio y productor ejecutivo de Moment Factory, afirmó que la experiencia del estudio en espectáculos tecnológicos facilitó la preparación para el Super Bowl. Cuando iniciaron los preparativos, el equipo de la artista ya había seleccionado las canciones, y el estudio creó efectos visuales que complementaron la coreografía. Según el director creativo Sakchin Bessette, las proyecciones resultaron ser la mejor opción para los efectos visuales, ya que permitieron trasladar menos equipo al campo de juego. Fournier señaló: «Todo surgió de la decisión inicial de crear un espectáculo, no solo una actuación. Madonna es perfeccionista y quería algo extraordinario; ese fue el objetivo de todos».
Los conceptos principales incluyeron las portadas cambiantes de revistas, la procesión inspirada en Egipto, los boomboxes intergalácticos durante «Music» y un efecto que simuló que el escenario absorbía el césped y las líneas del campo. Algunos elementos visuales se sincronizaron con los movimientos de la cantante y sus bailarines. Una vez definidos los efectos, el personal de Moment Factory y Cirque du Soleil observó los ensayos para adaptar los fondos a la coreografía. Fournier confió en un equipo disciplinado contratado por la NFL, con experiencia en instalaciones de vídeo, que operó 32 proyectores HD Barco. Los dispositivos se agruparon en ocho módulos de cuatro proyectores cada uno para cubrir todo el estadio. El software Projector Toolset de Barco permitió controlar las pantallas y proyectar los vídeos.
Fournier explicó: «En televisión hubo muchos primeros planos de la intérprete y sus bailarines, pero desde el público en el estadio, el espectáculo cubría cincuenta yardas. La idea era que el show superara el tamaño del estadio». Un equipo constante de diez a doce personas trabajó en el proyecto para crear dos espectáculos: uno para el público presente y otro para la audiencia televisiva. Moment Factory coordinó con los productores para asegurar una proyección adecuada en televisión. Bessette destacó que la resolución de los vídeos era casi dieciocho veces mayor que la alta definición estándar, lo que complicó el traslado de los archivos: «Tuvimos que encontrar una solución espectacular que se ajustara a esos parámetros».
Bruce Rodgers contrató a LMG, Inc. para el equipo de vídeo, luz y sonido. LMG colaboró con la productora de eventos en vivo DWP Live en la proyección del espectáculo. Según Danny Whetstone, fundador de DWP, el uso de proyectores Barco permitió una proyección uniforme y ajustes de brillo: «Era esencial colgar los proyectores a 151 pies del suelo, con el objetivo apuntando directamente al campo, para llenar la enorme área visual con la imagen convergente». Los proyectores HD20 de Barco, con capacidad de 20 000 lúmenes, produjeron imágenes nítidas, brillantes y de alto contraste.

### Iluminación y sonido
El estadio Lucas Oil contó con luces Sharpys de Clay Paky para el espectáculo de medio tiempo. El diseñador de iluminación Al Gurdon, de Incandescent Designs, trabajó con el grupo de consolas PRG para instalar 204 Sharpys en el escenario principal. Según Gurdon, la idea principal surgió de la artista; el espectáculo, centrado en la coreografía y el escenario principal, resultó menos complejo que en años anteriores. Sin embargo, aseguró que el público pudiera disfrutarlo desde la distancia y que la intérprete quedara bien iluminada para las cámaras. Junto con el operador de consolas Mike Owen, realizó pruebas en Inglaterra usando el software CAST.
Para evitar interferencias entre las proyecciones de vídeo y la iluminación, Gurdon organizó los Sharpys en áreas rectangulares con 16 a 20 luces en cada una, creando haces compactos que se dividían según la necesidad. Como el montaje debía completarse en siete minutos, desarrolló un sistema de instalación. El equipo se fijó a 175 pies (53,3 m) del techo del estadio para no obstruir las cámaras durante el juego. En el intermedio, el sistema descendió para iluminar el estadio. El espectáculo comenzó con luz dorada, seguida de estrobos en blanco y negro para «Vogue». Una paleta multicolor iluminó «Music», mientras que el rojo predominó en «Give Me All Your Luvin’». Para «Like a Prayer», usaron una corriente dorada de Sharpys que evocaba rayos de sol.

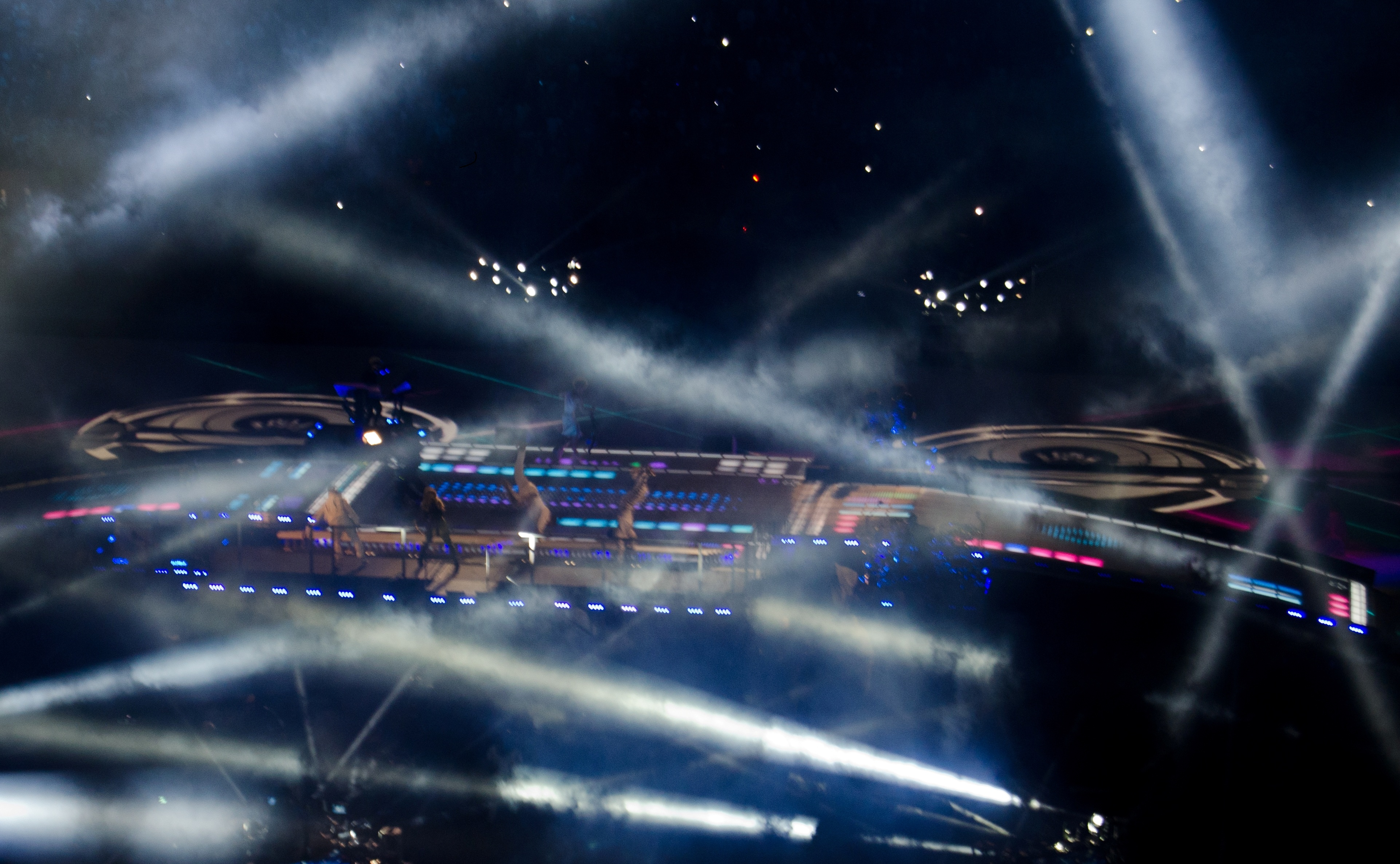
Desplazadores de color utilizados durante «Music».

El equipo de sonido de Sennheiser gestionó el audio. Matt Napier, ingeniero de monitores de la cantante, utilizó el software Wireless Systems Manager de Sennheiser para ajustar las frecuencias. La intérprete inició el espectáculo con un micrófono de diadema HSP 4 y luego cambió a un transmisor de mano Sennheiser SKM 5200-II. Nicki Minaj, M.I.A., LMFAO y CeeLo Green también utilizaron transmisores Sennheiser, mientras que el micrófono de Green incluía una cápsula MD 5235. Napier mencionó en Mix que solicitaron transmisores bañados en oro para Madonna y Green, entregados por Sennheiser el mismo día del espectáculo. Professional Wireless Systems (PWS), parte de Masque Sound, supervisó el monitoreo inalámbrico y seleccionó una frecuencia libre de interferencias tras realizar varias pruebas.
Ken Gay, tecnólogo de vídeo de LMG, explicó que los equipos de iluminación, sonido y televisión se reunieron en el Centro de Convenciones del Condado de Orange para probar el montaje. Usaron telas sencillas para proyectar imágenes en el escenario. Sakchin Bessette presentó muestras de proyección que facilitaron las pruebas. Mark Sanford, de LMG, supervisó las cámaras para evitar reflejos causados por las telas, ajustando su colocación según fuera necesario. En la sede de LMG en Orlando, probaron los módulos de proyección desde el techo a 150 pies (46 m) del suelo, utilizando las telas de prueba. Ante la posibilidad de que el césped del estadio afectara las proyecciones, emplearon tela Heavy Knit Bright White de All Access.

## Recepción

### Crítica
El espectáculo de medio tiempo recibió elogios de la crítica. Marc Schneider, de Billboard, afirmó: «Es el mundo de Madonna Louise Ciccone, y nosotros solo vivimos en él». Randall Roberts, de Los Angeles Times, escribió que, aunque la elección de la artista como intérprete del medio tiempo generó debate, mostró una actitud desafiante y despreocupada hacia el sector más conservador de la audiencia futbolística, con una presentación cargada de teatralidad, digna de la Cleopatra del juego. Según Roberts, «Madonna es Madonna por una razón, y lo vimos de primera mano el domingo». Greg Kot, del Chicago Tribune, describió el espectáculo como una «fiesta de S&M en el Antiguo Egipto». Además de interpretar sus éxitos anteriores, la cantante asumió el reto de impulsar su carrera con «trabajo importante [...] después de todo, nunca hace nada a menos que tenga algo que vender, y con un nuevo álbum de estudio próximo y una gira en camino, tenía mucho en su lista de pendientes».
Jon Pareles, de The New York Times, señaló que, aunque la intérprete ya no muestra la energía de sus mejores años, encarnó a «una chica fiestera convertida en regente: una reina en su trono, una reina del regreso desfilando por las gradas, una cantante de iglesia liderando un coro». Destacó que ofreció un espectáculo acorde con los estándares de la National Football League (NFL). Ken Tucker, de Entertainment Weekly, elogió la presentación como «alegre, sincera y abierta», en lugar de ser cautelosa. Aunque los elementos visuales resultaron poco fluidos, las transiciones musicales se integraron «a la perfección». Neil McCormick, de The Daily Telegraph, consideró el espectáculo un «homenaje a la artista» y una «descarada» promoción de su regreso a la escena musical tras dirigir una película. Comentó que el mensaje era claro: «Está de vuelta en el negocio».

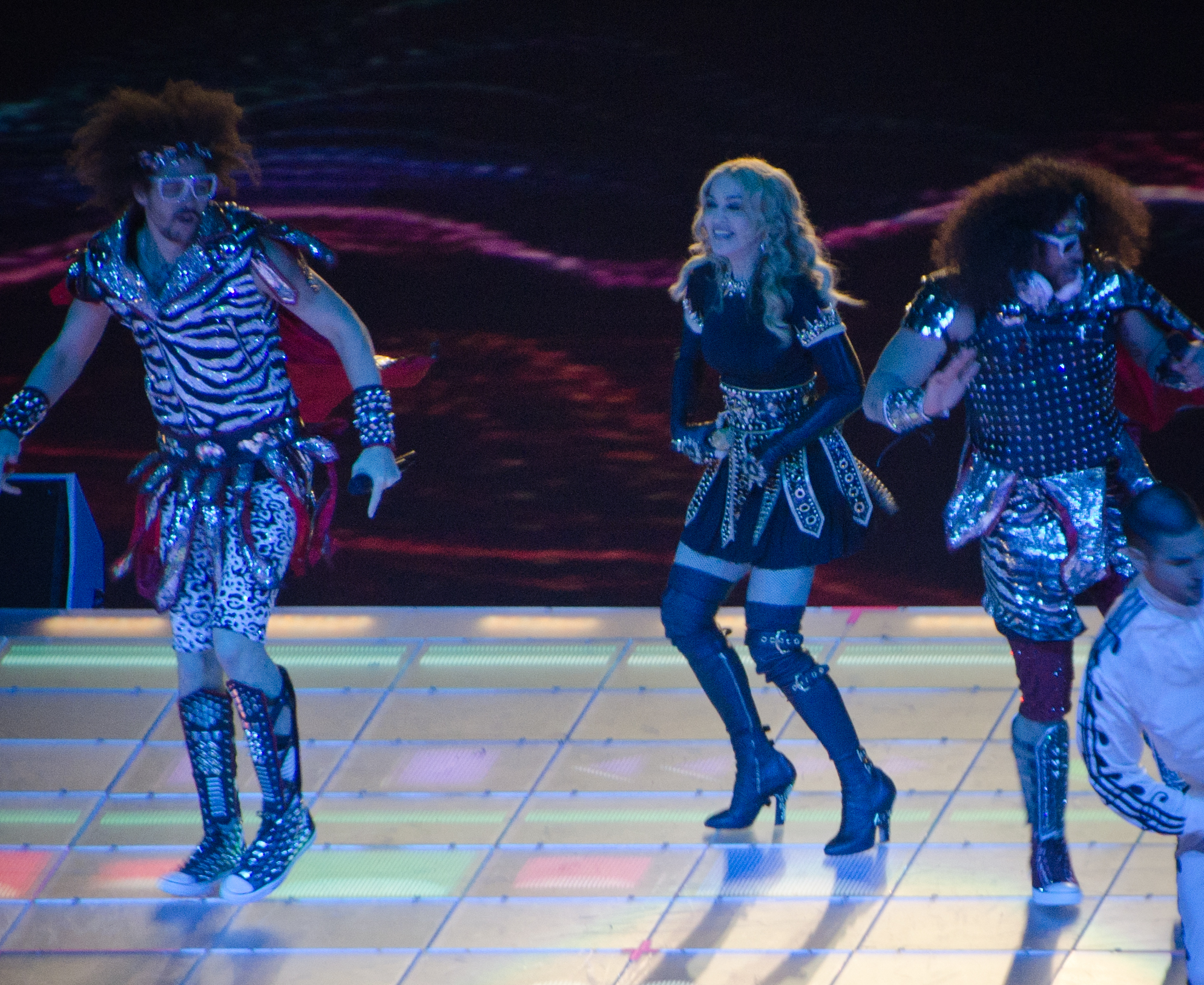
Madonna y LMFAO durante el mash-up de «Music» y «Sexy and I Know It».

Troy Patterson, de Slate, destacó la capacidad de la cantante para mantener su título de «mejor agente de marketing», con vestuarios, escenografías y referencias constantes a su carrera. Linda Holmes, de NPR, comentó que las críticas a su edad resultaron injustas, ya que su actuación mostró claramente «lo que significa envejecer con gracia». Miriam Coleman, de Rolling Stone, describió el espectáculo como un «espectáculo impresionante», mientras que Mario Tarradell, de The Dallas Morning News, lo calificó como un «video musical de alto concepto». Según él, «la artista manipula brillantemente el impacto combinado de lo visual y lo sonoro». Un crítico anónimo de The Huffington Post opinó que, gustara o no, «solo ella puede aportar cierto nivel de estilo pop a una actuación».
Spencer Kornhaber, de The Atlantic, alabó la coreografía y la cinematografía, resaltando que «con tanto que ver, la intérprete seguía siendo el centro de atención, hasta que al final, una luz blanca y humo la envolvieron, desapareciendo bajo el escenario». Joey Guerra, del Houston Chronicle, señaló que controló sus nervios y eligió acertadamente sus canciones. Peter Robinson, de The Guardian, calificó la actuación como moderada para sus estándares, a pesar de la gran audiencia. Destacó que el presupuesto del espectáculo «haría que cualquier producción cinematográfica promedio pareciera una simple remodelación doméstica», y señaló que sus entradas y salidas resultaron los mejores momentos.
Cara Kelly, de The Washington Post, mostró una opinión mixta; aunque consideró el espectáculo «revolucionario» tras controversias previas, lo definió como un «intento patético de regreso». Lou Harry, del Indianapolis Business Journal, criticó la falta de enfoque y energía de la artista, describiendo la respuesta del público como tibia, aunque reconoció la calidad general de la producción. Elyssa Gardner, de USA Today, comentó que la intérprete, elegante pero poco provocadora, mostró una actitud juguetona y segura de sí misma. Finalmente, David Zurawik, de The Baltimore Sun, cuestionó la selección de canciones y el concepto general, considerando el espectáculo como «el medio tiempo zombi». Criticó la ausencia de aspiración artística y lo describió como un reflejo de la cultura estadounidense contemporánea, adecuado para un espectáculo vacío del Super Bowl.

### Comercial

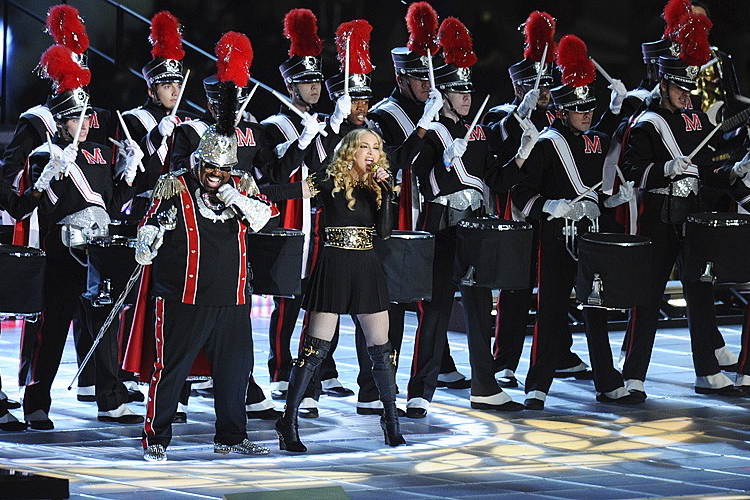
Madonna interpreta «Open Your Heart» y «Express Yourself» con CeeLo Green y la línea de tambores del instituto Center Grove.

Al igual que otras artistas anteriores, Madonna no recibió pago por el espectáculo. Zack O'Malley Greenburg, de Forbes, afirmó: «Por lo general, las intérpretes del Super Bowl no obtienen un pago en efectivo... Este es el tipo de exposición por la que cualquier artista daría un brazo; podrían hacer veinte apariciones en Leno y Letterman y aún así no alcanzarían esa audiencia». Greenburg explicó que, con anuncios de treinta segundos valorados en más de tres millones de dólares cada uno, los doce minutos de exposición televisiva gratuita representaron 84 millones de dólares para los negocios de Madonna. Además, la cantante no asumió gastos de hospedaje, transporte, bailarines de respaldo, montaje del escenario, publicidad ni promoción: «Considerando todos estos beneficios, actuar en el espectáculo de medio tiempo del Super Bowl sin cobrar resulta más que rentable. De hecho, es increíblemente lucrativo, y un acuerdo tan favorable para las artistas que algunos sospechan un posible cambio importante en el futuro».
La presentación de Madonna fue el espectáculo de medio tiempo del Super Bowl más visto en la historia, con 114 millones de espectadores, superando incluso al juego, que tuvo 111.3 millones de televidentes. Alcanzó más de 47 millones de hogares. Según los índices de Nielsen, el espectáculo logró un rating de 47.4 en hogares y, entre adultos de 18 a 49 años, obtuvo 41.5, frente al promedio del partido, que registró 40.5. Tim Kenneally, de Reuters, destacó que la media hora entre las 9:30 y las 9:58 p. m. ET llegó a un pico de 50.7 en rating de hogares y un 72 de share, con 117.7 millones de espectadores. Posteriormente, Bruno Mars (2014, 115 millones) y Katy Perry (2015, 118 millones) rompieron ese récord. Madonna también se convirtió en el tema más tuiteado en Twitter, con 10,245 publicaciones en un segundo y un promedio de 8000 tuits por segundo durante cinco minutos. Además, fue el término más buscado en Google durante la presentación. Mark Ghuneim, director ejecutivo de Wired, comentó que menos de un tercio de los comentarios en Twitter fueron negativos, mientras que el 59 % resultaron positivos y el 11 % neutrales. Billboard informó que al día siguiente del espectáculo se discutieron sus índices de audiencia e impacto económico.
El mayor impacto del espectáculo recayó en la música de Madonna. Keith Caulfield, de Billboard, informó que unas 50 000 preórdenes del duodécimo álbum de estudio de Madonna, MDNA, se realizaron en los tres días posteriores a su disponibilidad en iTunes. Esa semana, según Nielsen SoundScan, «Give Me All Your Luvin’» logró 115 000 descargas digitales, y el catálogo de álbumes anteriores de la cantante experimentó un aumento del 410 % en ventas (de 5000 a 26 000 copias). Una semana después del Super Bowl, «Give Me All Your Luvin’» registró 165 000 descargas digitales adicionales (un incremento del 44 %), mientras que el resto de sus canciones vendieron un total de 166 000 copias (frente a 94 000 la semana anterior). La pieza alcanzó el número diez en la lista Billboard Hot 100, convirtiéndose en el 38.º sencillo de Madonna en el top 10 y ampliando su récord como la artista con más éxitos en esa categoría. Las ventas del catálogo anterior de álbumes también crecieron debido a los descuentos y la publicidad generada por el sencillo y la presentación. Billboard estimó que sus ventas digitales principales aumentaron colectivamente más del 1,700 %. El álbum más vendido fue la colección de grandes éxitos de 2009, Celebration, que alcanzó 16 000 copias vendidas (un aumento del 1,341 %) y reingresó al listado Billboard 200. La semana siguiente, Celebration descendió 105 posiciones en la lista, ubicándose en el número 157, con ventas reducidas a 4000 copias. «Give Me All Your Luvin’» cayó al puesto 39 en el Hot 100, con una disminución del 58 % en ventas, logrando 69 000 copias.
El espectáculo también influyó en el slackline. The New York Times destacó: «[Andy Lewis] y su deporte nunca habían aparecido ante una audiencia como la que comandó Madonna en el medio tiempo del Super Bowl». Frankie Najera, profesional del slackline, afirmó: «Eso fue, de lejos, lo más importante que ha ocurrido para el deporte».

## Controversia de M.I.A.

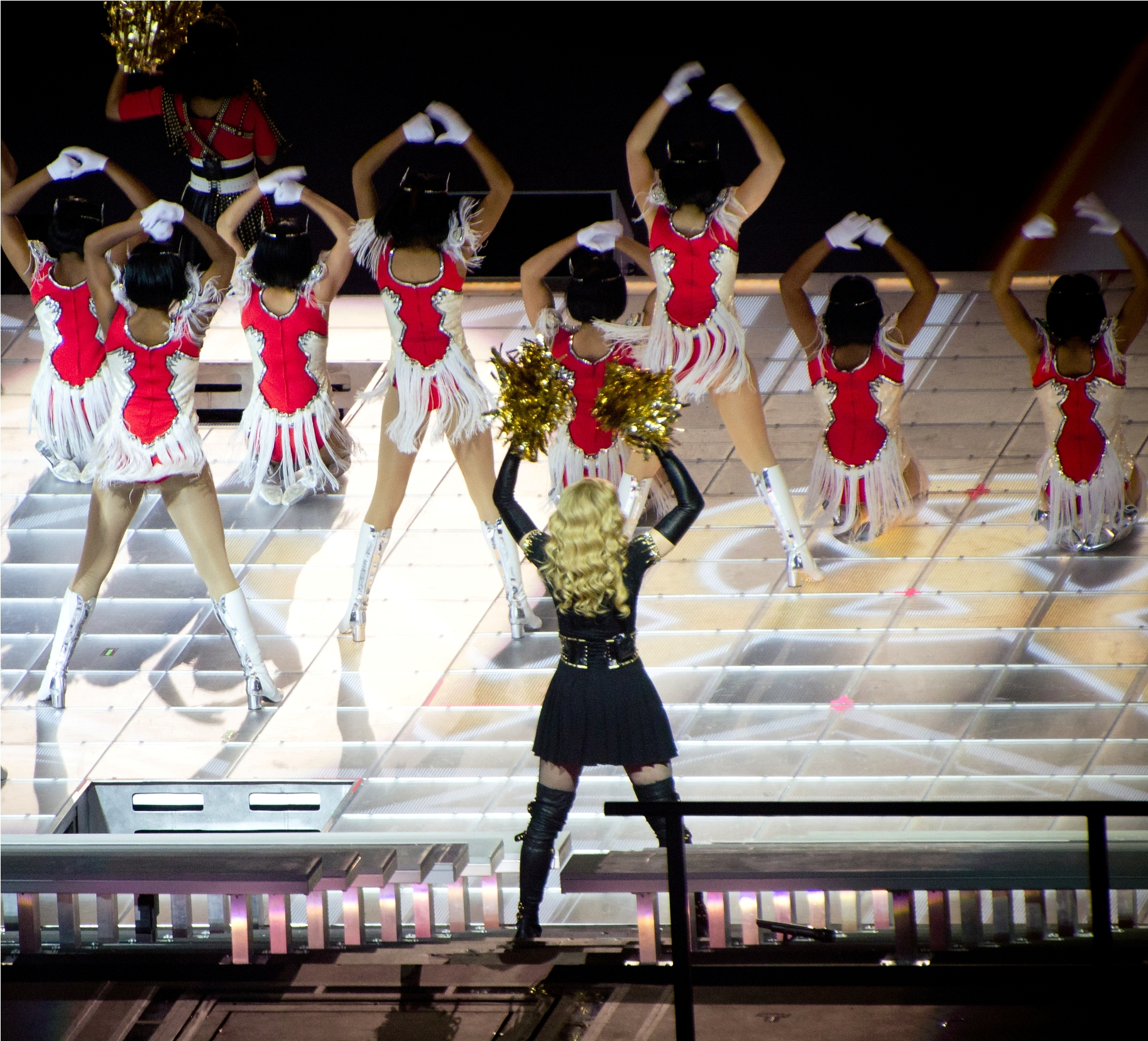
Madonna bailando con pompones durante «Give Me All Your Luvin'». M.I.A. (delante) mostró su dedo corazón a la cámara cerca del final de su verso.

M.I.A. levantó el dedo medio hacia la cámara al final de su verso en «Give Me All Your Luvin’» en lugar de decir la palabra «shit», y los medios lo compararon con el incidente del vestuario de Janet Jackson en 2004. Según People, «¿Un fallo del dedo? Madonna debía ser el centro de atención durante el espectáculo de medio tiempo del Super Bowl el domingo, pero la Reina del Pop fue eclipsada por su colaboradora M.I.A., quien hizo un gesto obsceno a la cámara en un momento de la actuación, y la National Football League (NFL) y NBC se disculparon rápidamente».
Madonna expresó su decepción en una entrevista con el presentador Ryan Seacrest en su programa On Air with Ryan Seacrest. Dijo que era algo «adolescente... irrelevante» por parte de M.I.A. y que estaba «fuera de lugar» en el espectáculo: «Me sorprendió mucho. No sabía nada al respecto. No me gustó. Entiendo que es punk rock y todo eso, pero para mí había una sensación de amor, buena energía y positividad; parecía negativo».
Según el portavoz de la NFL, Brian McCarthy, «Nuestro sistema fue lento para ocultar el gesto inapropiado y pedimos disculpas a nuestros televidentes. La NFL contrató al talento y produjo el espectáculo de medio tiempo. Hubo una falla en el sistema de retraso de NBC. El gesto obsceno en la actuación resultó inapropiado y decepcionante, por lo que pedimos disculpas a nuestros fanáticos». McCarthy señaló que el gesto no se hizo durante los ensayos y M.I.A. lo improvisó en el escenario.
La Comisión Federal de Comunicaciones recibió 222 quejas sobre el gesto de la rapera, y Rolling Stone informó que la comisión podría «castigar» a la NFL y NBC a pesar de sus disculpas. Cualquier multa impuesta a la NFL sería cobrada a M.I.A., ya que la rapera había firmado un contrato que eximía a la liga de sanciones de la FCC. Un año después, se informó que la NFL había presentado una demanda de arbitraje por 1.5 millones de dólares contra M.I.A. por «incumplimiento de su contrato y flagrante desprecio por los valores que forman la base de la marca de la NFL y el Super Bowl». Su abogado, Howard King, presentó una contrademanda calificando la acción de la NFL como «hilarante a la luz de los delitos semanales cometidos por sus estrellas». M.I.A. pidió la ayuda de sus seguidores para documentar acciones objetables por parte de la NFL y refutar la afirmación de la liga sobre el daño a su reputación.
En septiembre de 2013, M.I.A. publicó una declaración en video sobre la demanda. La rapera dijo: «Dicen que está bien promover la explotación sexual de las mujeres, pero no mostrar empoderamiento femenino con actitud punk rock. Eso es lo que realmente importa, y por eso me están demandando». En marzo de 2014, Rolling Stone informó que la NFL había añadido 15 millones de dólares a su demanda de arbitraje, para un total de 16.6 millones de dólares. M.I.A. afirmó en Twitter que la NFL quería una parte de sus ingresos, sin base legal, fáctica ni lógica, y culpó a NBC por su «negligencia» al no difuminar el gesto durante la transmisión en vivo. M.I.A. tuiteó a Madonna pidiéndole prestados 16 millones de dólares, aunque luego eliminó el mensaje. En agosto de 2014, ESPN informó que la NFL había llegado a un acuerdo confidencial con M.I.A. Ni el abogado Howard King ni la NFL proporcionaron más detalles.